# Nicolas Hatzfeld
Nicolas Hatzfeld, né en 1951,  est un historien,  professeur d'histoire contemporaine à l'Université d'Evry.

## Biographie
Frère cadet de l'écrivain Jean Hatzfeld, il milite lors de ses études au Parti communiste marxiste-léniniste de France (PCMLF), un parti politique français d'orientation maoïste. Il décide alors de quitter sa classe préparatoire à Lyon pour travailler en usine, ces « moteurs de la révolution prolétarienne », dans un site de production de Peugeot près de Sochaux. En quatre ans, il distribue des tracts, mais ne parvient à recruter aucun militant. Il cesse de militer en 1978. 
il revient aux usines à l'occasion de sa thèse, qui mêle approche historienne et enquête ethnographique. Spécialiste du travail ouvrier et des questions de santé au travail, Nicolas Hatzfeld est aussi un des fondateurs de l'Association française pour l'histoire des mondes du travail qu'il a  présidée de 2016 à 2018.

## Publications
- La Grève de mai-juin 1968 aux automobiles Peugeot à Sochaux, Université Paris 8, 1985.
- avec Jean-Louis Loubet, Les Sept Vies de Poissy, une aventure industrielle, ETAI, 2001  (ISBN 2-7268-8562-4).
- Les gens d'usine. Peugeot-Sochaux, 50 ans d'histoire, Paris, éditions de L'Atelier, 2002, 598 p.
- avec Jean-Louis Loubet et Alain Michel, Ile Seguin, Des Renault et des Hommes, E-T-A-I Boulogne-Billancourt, 2004, 192 pages,  (ISBN 978-2-7268-9396-8)
- avec Anne-Sophie Bruno, Éric Geerkens et Catherine Omnes, La Santé au travail, entre savoirs et pouvoirs (XIXe – XXe siècles), Rennes, PUR, 2011  (ISBN 978-2-7535-1350-1).
- avec Anne-Marie Arborio, Pierre Fournier, Yves Cohen, Cédric Lomba et Séverin Muller, Observer le travail. Ethnographie et histoire, approches combinées, Paris, La Découverte, 2008  (ISBN 978-2-7071-5388-3).
- avec Michel Pigenet et Xavier Vigna [dir.], Travail, travailleurs et ouvriers d’Europe au XXe siècle, Dijon, EUD, 2016  (ISBN 978-2-36441-185-2).
- (dir. avec Éric Geerkens, Isabelle Lespinet-Moret et Xavier Vigna), Les Enquêtes ouvrières dans l'Europe contemporaine, Paris, La Découverte, 2019, 456 p.,  (ISBN 9782707199843)